# Vannecrocq

Vannecrocq este o comună în departamentul Eure, Franța. În 1 ianuarie 2022 avea o populație de 163 de locuitori.